# Obwodowy Zarząd NKWD w Smoleńsku
Obwodowy Zarząd NKWD w Smoleńsku (ros. Управление НКВД по Смоленской области) – organ administracji terenowej Ludowego Komisariatu Spraw Wewnętrznych ZSRR (NKWD) realizujący swoje kompetencje na terenie obwodu smoleńskiego.
Z uwagi na wielką skalę mordu na oficerach Wojska Polskiego w 1940 roku, pracownicy Obwodowego Zarządu NKWD w Smoleńsku (nie tylko tzw. operatywnicy, ale i kierowcy, strażnicy więzienni, biuraliści itp.) wspomagali funkcjonariuszy NKWD przy zbrodni na jeńcach z obozu w Kozielsku. Jeńców tych rozładowywano na stacji kolejowej Gniezdowo i mordowano w Lesie Katyńskim koło Smoleńska (tzw. zbrodnia katyńska). W 1940 roku naczelnikiem Obwodowego Zarządu NKWD w Smoleńsku był Jemielian Kuprijanow, a funkcję zastępy naczelnika pełnili Władimir Iwanowicz Zubcow (1899–1941) i Fiodor Iljin (Czyżow). Komendantem Wydziału Administracyjno-Gospodarczego był Josif Iwanowicz Gribow, jego zastępcą Nikołaj Afanasjewicz Gwozdowski, a naczelnikiem więzienia wewnętrznego lejtnant bezpieczeństwa państwowego Iwan Iwanowicz Stelmach (1882–1960), który kierował grupą egzekucyjną od 1935 do 1950 roku. 26 października 1940 roku Zubcow, Iljin, Gribow, Gwozdowski i Stelmach zostali nagrodzeni przez Ławrientija Berię wraz z innymi funkcjonariuszami NKWD uczestniczącymi w przygotowaniu zbrodni katyńskiej i jej wykonaniu tajnym rozkazem nr 001365 NKWD ZSRR „za pomyślne wykonanie zadań specjalnych”.

## Literatura
- Encyklopedia II wojny światowej, Warszawa.